# Silent witnesses of industrial landscapes
Silent witnesses of industrial landscapes is het vierde muziekalbum van de combinatie Gert Emmens en Ruud Heij. Het album is uitgebracht op 20 september 2008 op het platenlabel van Groove Unlimited. Beiden zijn specialisten in muziek uit de Berlijnse School. Albums van Emmens met Heij zijn over het algemeen wat ritmischer dan soloalbums van Emmens.
Silent witnesses staat bol van de sequencers en heeft daarom veel weg van de vroege albums van Tangerine Dream.

## Musici
- Gert Emmens, Ruud Heij: Boss DR-660, Clavia Nord Modular, Clavia Nord Micro Modular, Elka Solist 505, EMS Synthi A, EMU E6400 Ultra, Emu Vintage Keys Plus, Korg MS-2000r, Korg Wavestation EX, Roland M-VS1, Roland SH-32, Yamaha A4000 sampler w/Mellotron en Stringensemble sets, Yamaha AN1x (*2), Yamaha S-30 w/PLG150-AN, Yamaha SY85.

## Composities
Van Emmens en Heij:
1. Silent witnesses of industrial landscapes (10:04)
2. Elements in decay (12:59)
3. Liquid ore finding its way (13:02)
4. When night falls (8:28)
5. Point of no return (7:55)
6. Setting the wheels in motion (18:12)
7. Silente witnesses of industrial landscapes (8:04)